# 1508 en littérature
| Années de la littérature : 1505 - 1506 - 1507 - 1508 - 1509 - 1510 - 1511    |
| Décennies de la littérature : 1470 - 1480 - 1490 - 1500 - 1510 - 1520 - 1530 |

Cet article présente les faits marquants de l'année 1508 en littérature.

## Parutions
- 4 novembre : première édition des Annotation aux Pandectes, ouvrage de législation de Guillaume Budé[1].

- Les Quatre livres du courageux chevalier Amadis de Gaule, roman de chevalerie de Garci Rodríguez de Montalvo, gouverneur de Medina del Campo, édité à Saragosse[2].

## Naissances
- 3 avril : Jean Dorat, écrivain français († 1588).

## Décès
- 4 février : Conrad Celtes, humaniste et poète allemand de langue latine, né le 1er février 1459.
- 13 mai : Martial d'Auvergne, poète français, né en 1420.